# Новоклейка
Новокле́йка (рос. Новоклейка, ерз. Новоклейка) — присілок у складі Ардатовського району Мордовії, Росія. Входить до складу Сілінського сільського поселення.

## Населення
Населення — 1 особа (2010; 1 у 2002).
Національний склад (станом на 2002 рік):
- росіяни — 100 %